# Ricardo Trumbull
Ricardo Trumbull Lindsay (Talcahuano, 19 de marzo de 1860 - ibídem, 1 de febrero de 1894) fue un abogado y político chileno perteneciente al Partido Radical.

## Infancia y juventud
Hijo del cónsul estadounidense en Talcahuano, James Trumbull Bruin y de Eulogia Lindsay Acevedo, fue también sobrino del pastor presbiteriano estadounidense David Trumbull.
Realizó sus estudios universitarios en la Universidad de Yale en New Haven, Estados Unidos.

## Carrera política
A su regreso a Chile, se integró al Partido Radical dando comienzo a su carrera como político, luchando por la promulgación de las leyes laicas. En 1888 asumió como diputado suplente por Concepción y Talcahuano, si bien nunca llegó a ocupar la titularidad.
Durante la Guerra Civil de 1891 apoyó al bando del Congreso, oponiéndose al gobierno del presidente José Manuel Balmaceda. La Junta de Gobierno de Iquique lo encomendó en una misión secreta como agente en Estados Unidos para la adquisición de armas en apoyo de la revolución. Llegó a Nueva York en marzo de 1891, comprando cinco mil fusiles fusil remigton y dos mil cajas de municiones, que fueron recibidos por el barco de vapor Itata, el cual zarpó clandestinamente desde California, pese a su orden de detención por parte de la corte suprema de Washington D. C.. El buque arribó a Chile el 3 de junio del mismo año, pero el cargamento fue devuelto a su país de procedencia para evitar incidentes diplomáticos.
Trumbull fue elegido diputado por Rere y Puchacay durante el período 1891-1894, asumiendo el cargo el 2 de junio de 1892, y falleciendo antes de acabar su cargo. Durante su ejercicio fue miembro de la Comisión de Educación y Beneficencia.